# Terpkerk (Urmond)
De Terpkerk is een kerkgebouw in de wijk Oud-Urmond in Urmond in de gemeente Stein in de Nederlandse provincie Limburg. De kerk ligt op een ommuurde kerkheuvel aan de hoofdstraat van het dorp, de Grotestraat, met rond de kerk het kerkhof. De terp heeft een hoogte van ongeveer 41 meter boven NAP en ligt op de helling van het oostelijker gelegen plateau met het westelijker gelegen Maasdal.
De kerk was vroeger gewijd aan Sint-Martinus en wordt tegenwoordig gebruikt als expositieruimte voor kunstenaars. De nieuwe Sint-Martinuskerk ligt ongeveer 75 meter naar het oosten.

## Geschiedenis
In de 14e eeuw bouwde men op deze plek reeds een kerk. In 1655 werd de huidige muur rondom de kerkterp gebouwd.
In 1792-1793 werd het oudste gedeelte, het langwerpige schip, van de huidige kerk gebouwd op de plaats van de vroegere kerk. In 1805 bouwde men de sacristie. Tot 1843 stond er naast de kerk de losstaande toren van de vroegere kerk, maar in dat jaar werd de huidige kerktoren naar het ontwerp van Severinus Beugels opgeleverd. Een ander bron meldt 1812 als bouwjaar van de toren.
In 1957 werd de Terpkerk ontheven van haar kerkelijke bestemming toen de nieuwe Sint-Martinuskerk klaar was. Na die tijd fungeerde het gebouw als kleuterschool en confectieatelier. In 1967 werd de kerk, nadat deze in verval was geraakt, door het kerkbestuur voor één gulden te koop aangeboden.
Sinds 1967 is de kerk een rijksmonument.
In november 1972 waaide met een zware storm een derde deel van het dak eraf. Als reactie hierop werd in het voorjaar van 1973 door een aantal dorpsbewoners een actiecomité opgericht dat ervoor zorgde dat de meest noodzakelijke herstelwerkzaamheden uitgevoerd konden worden.
In 1975 kocht de Urmondse Monumentenstichting het gebouw; dat zorgde incidenteel voor verbeteringen en later in 1993 voor een totale restauratie.

## Opbouw
Het bakstenen gebouw ligt zuidwest-noordoost met de koor in het zuidwesten. De niet-georiënteerde kerk bestaat uit een ingebouwde toren met drie geledingen, een eenbeukig schip met drie traveeën en een smaller driezijdig gesloten koor met één travee. De vierkante toren heeft een vierkante klokvormige helm met spits. De kerk heeft rondboogvensters en wordt gedekt door een zadeldak.

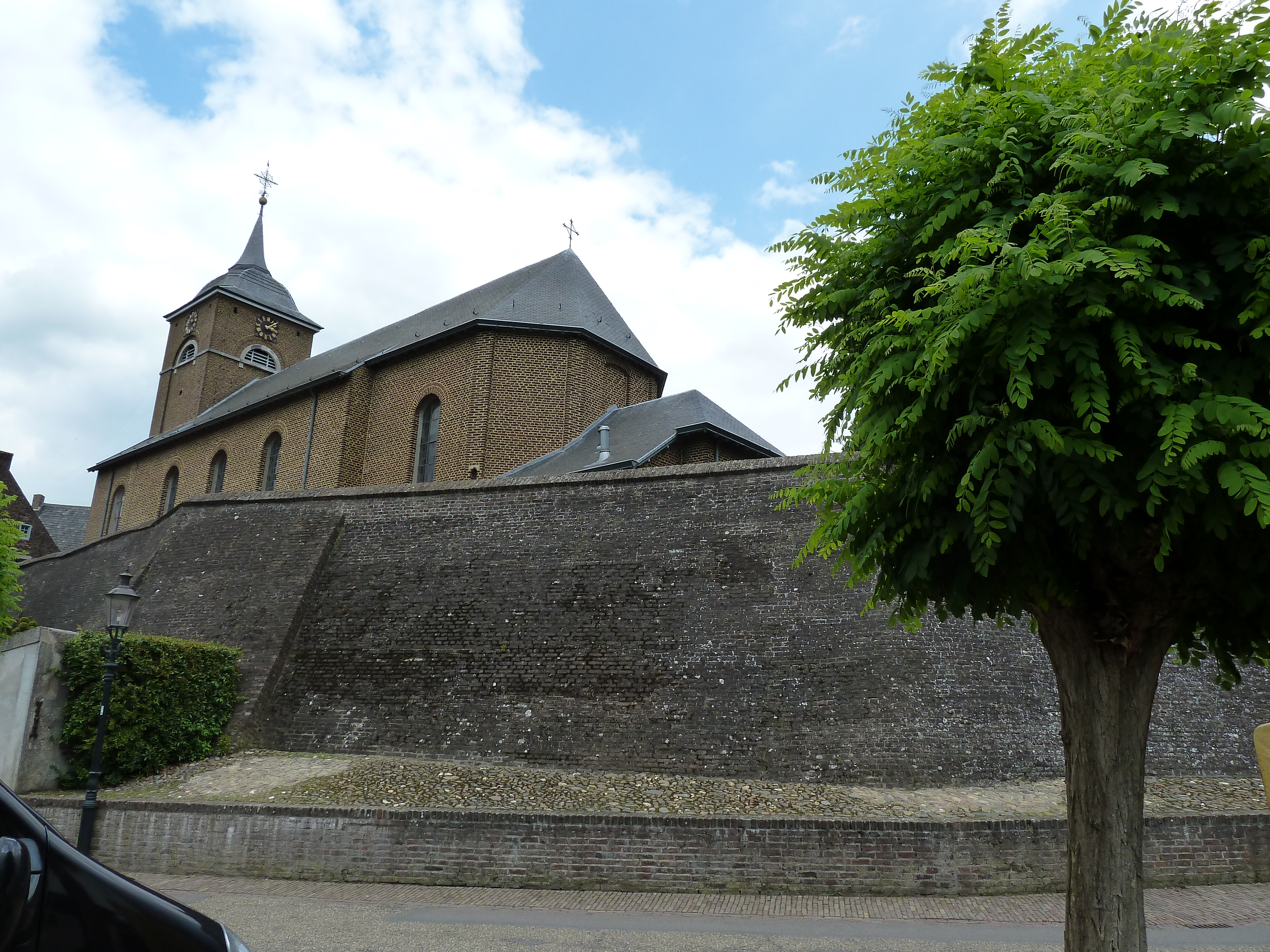
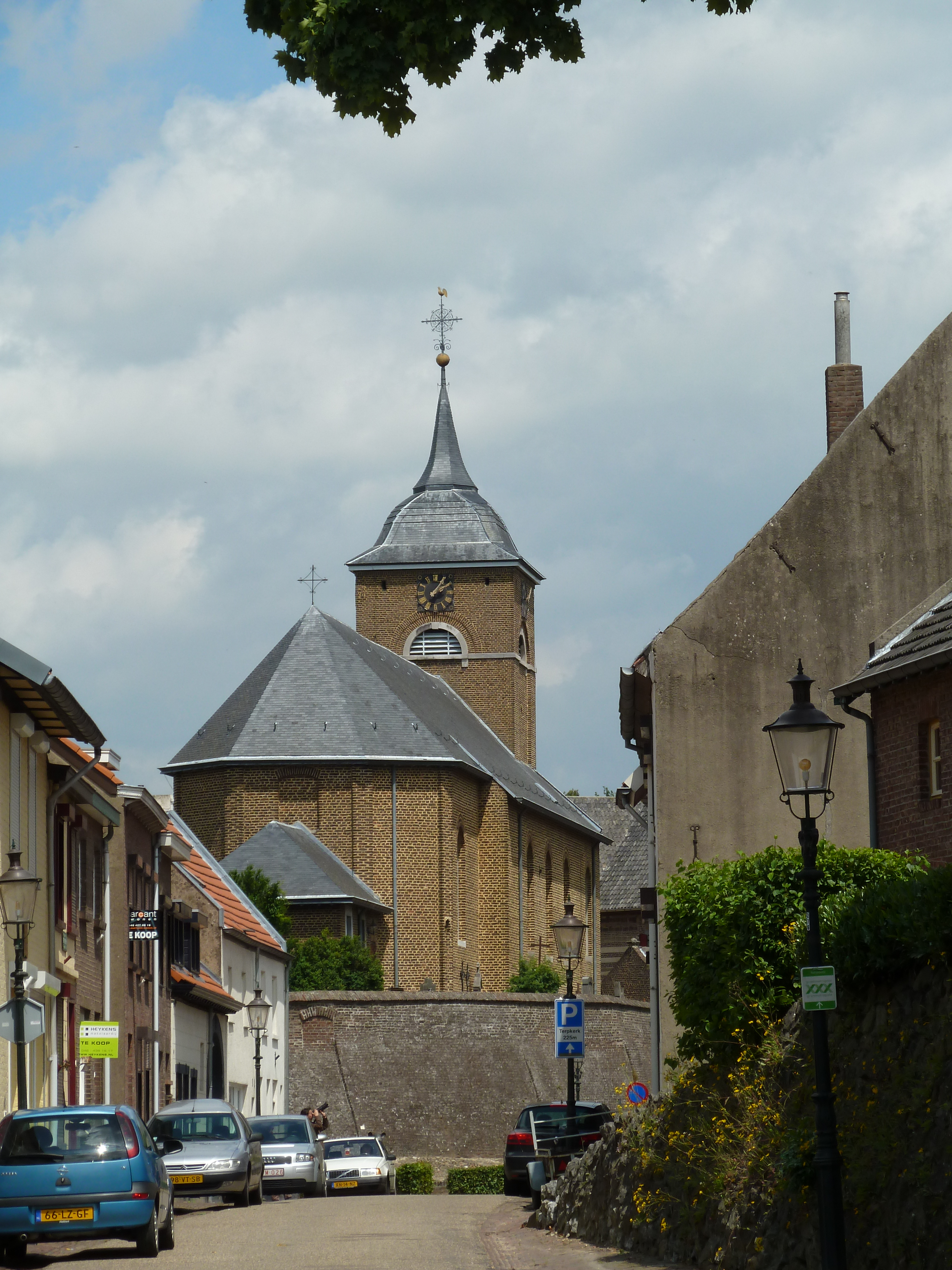
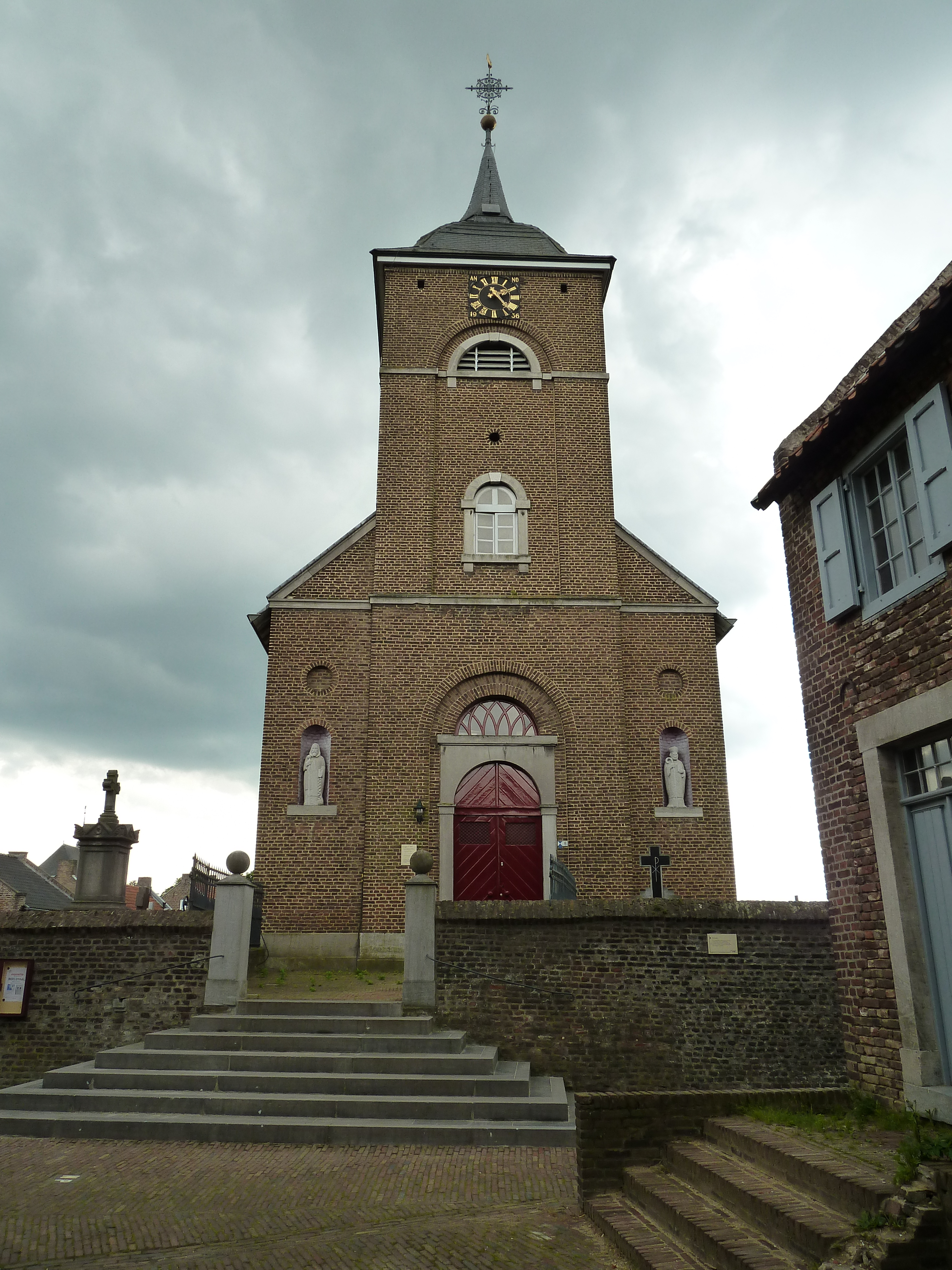